# Hyalocylis striata
Hyalocylis striata är en snäckart som först beskrevs av Rang 1828.  Hyalocylis striata ingår i släktet Hyalocylis och familjen Cavoliniidae. Inga underarter finns listade i Catalogue of Life.